# Lundbäcken
Lundbäcken är ett vattendrag i Lägstaåns avrinningsområde. Det avvattnar Gråbergsmyran och myren runt Lundbäckstjärnarna samt fyra tjärnar i anslutning till myrarna.
Lundbäcken är totalt 3,9 km lång och mynnar ut i Lägstaån. Nedströms Lundbäckstjärnarna är längden 1,6 km och uppströms 2,0 km. Den totala fallhöjden är 83 meter. 